# فريدريك ويلمسن
فريدريك ويلمسن (بالإنجليزية: Frederick Wilhelmsen)‏ هو فيلسوف أمريكي، ولد في 18 مايو 1923 في ديترويت في الولايات المتحدة، وتوفي في 21 مايو 1996.